# Route Adélie de Vitré 1996
La Route Adélie de Vitré 1996, prima edizione della corsa e valida come evento del circuito UCI categoria 1.4, fu disputata il 5 aprile 1996 su un percorso di 209,7 km. Fu vinta dal francese Marc Bouillon al traguardo con il tempo di 5h10'46", alla media di 40,48 km/h.
Partenza con 173 ciclisti, dei quali 91 portarono a termine la gara.

## Ordine d'arrivo (Top 10)
| Pos. | Corridore              | Squadra        | Tempo    |
| ---- | ---------------------- | -------------- | -------- |
| 1    | Marc Bouillon          | Cedico         | 5h10'46" |
| 2    | Thierry Marie          | Agrigel        | a 21"    |
| 3    | Sergej Ivanov          | Lada           | a 23"    |
| 4    | Éric Frutoso           |                | a 30"    |
| 5    | Tyler Hamilton         | US Postal      | a 34"    |
| 6    | Peter Verbeken         | Lotto-Isoglass | a 41"    |
| 7    | Stéphane Heulot        | GAN            | a 1'19"  |
| 8    | Gérard Rué             | GAN            | s.t.     |
| 9    | Raimondas Rumšas       | Mroz           | a 1'22"  |
| 10   | Trond-Kristian Karlsen |                | a 1'26"  |